# Плешивица при Жални
Плешивица при Жални (словен. Plešivica pri Žalni у старијим изворима Плешивице ), је насеље јужно од Жалне у општини Гросупље у централној Словенији покрајина Долењска. Општина припада регији Средишња Словенија.
Налази се на надморској висини 422,4 м, површине 4,41 км². Приликом пописа становништва 2002. године насеље је имало 118 становника.

## Име
Назив насеља Плешивице промењен је у Плешивица при Жални 1953. године.

## Културно наслеђе
У центру насеља налази се троспратно светиште са скулптуром Светог Лоренца у центру, које датира из касног 18. века.